# تپه جنگل
تپه جنگل مربوط به دوره عیلامیان است و در شوش، ۵ کیلومتری ضلع شرقی موزه هفت تپه واقع شده و این اثر در تاریخ ۱۹ اسفند ۱۳۸۰ با شمارهٔ ثبت ۴۸۷۹ به‌عنوان یکی از آثار ملی ایران به ثبت رسیده است.